# Ако бях цар
„Ако бях цар“ (на френски: Si j'étais roi) е името на опера от френския композитор Адолф Адам. Либретото е от Адолф д'Енери и Жак Брезил.
Действието се развива в Гоа през 1520 г., като в центъра на сюжета са патриотични рибари, които отблъскват нападението на португалците, действащи в сговор с изменник благородник, който се опитва да се ожени с измама за наследницата на престола.
Адам започва композирането на 28 май, репетициите започват на 15 юли, а партитурата е завършена на 31 юли. Премиерата се състои на 4 септември 1852 г. В България е поставена от Софийската народна опера през 1930 г. от Н. Д. Веков под диригентството на Тодор Хаджиев.

## Действащи лица
- Моцул – цар на Гоа (баритон);
- Принцеса Немея – негова племенница (сопран);
- Принц Кадор – братовчед на царя, министър (бас);
- Зефорис – рибар (тенор);
- Зелида – негова сестра (сопран);
- Пифеар – рибар (тенор);
- Зизел – бирник (бас);
- Атар – военен министър (тенор);
- Исалим – придворен лекар (баритон).